# Parexogone
Parexogone is een geslacht van borstelwormen uit de familie van de Syllidae. Parexogone werd voor het eerst wetenschappelijk beschreven door Mesnil en Caullery in 1918.

## Soorten
De volgende soorten zijn bij het geslacht ingedeeld:
- Parexogone anseforbansensis Böggemann & Westheide, 2004
- Parexogone brunnea (Hartman, 1961)
- Parexogone campoyi (San Martín, Ceberio & Aguirrezabalaga, 1996)
- Parexogone caribensis (San Martín, 1991)
- Parexogone convoluta (Campoy, 1982)
- Parexogone hebes (Webster & Benedict, 1884)
- Parexogone longicirris (Webster & Benedict, 1887)
- Parexogone minuscula (Hartman, 1953)
- Parexogone parahebes (Hartmann-Schröder, 1965)
- Parexogone seychellensis Böggemann & Westheide, 2004
- Parexogone wolfi (San Martín, 1991)